# Alfahydroxisyra

α-, β- och γ-hydroxisyror

α-hydroxisyror eller alfahydroxisyror (AHA från engelskans alpha hydroxy acid) är en klass av kemiska föreningar som består av en karboxylsyra med en extra hydroxylgrupp  fäst vid kolatomen intill karboxylgruppen.
Exempel på alfahydroxisyror är:
- Glykolsyra
- Mjölksyra
- Citronsyra
- Äppelsyra
- Vinsyra
- Mandelsyra

Även om dessa föreningar är relaterade till de vanliga karboxylsyrorna och därför är svaga syror, möjliggör deras kemiska struktur bildandet av en inre vätebindning mellan vätet vid hydroxylgruppen och en av syreatomerna i karboxylgruppen. Nettoeffekten är en ökning av surheten. Till exempel är pKa av mjölksyra 3,86, medan den för den osubstituerade propionsyran är 4,87. En full pKen-enhet i skillnad innebär att mjölksyra är tio gånger starkare än propionsyra.

## Industriella tillämpningar

### Fodertillsatser
2-Hydroxi-4-(metyltio)smörsyra produceras kommersiellt som en racemisk blandning för att ersätta metionin i djurfoder. I naturen är samma förening en intermediär i biosyntesen av 3-dimetylsulfoniopropionat, föregångare till naturlig dimetylsulfid.

## Syntes och reaktioner
α-hydroxisyror framställs klassiskt genom tillsats av vätecyanid till en keton eller aldehyd, följt av sur hydrolys av den resulterande cyanohydrinprodukten.
Diliterade karboxylsyror reagerar med syre för att ge α-hydroxisyror efter en vattenhaltig upparbetning:
RCHLiCO2Li  +  O2  →  RCH(O2Li)CO2Li
RCH(O2Li)CO2Li  +  2 H+  →  RCH(OH)CO2H  +   2 Li+   +  ...
α-keto-aldehyder genomgår Cannizaro-reaktionen för att ge α-hydroxisyror:
RC(O)CHO  + 2 OH−  →  RCH(OH)CO2−  +  H2O
α-hydroxisyror är användbara byggstenar i organisk syntes. Till exempel är α-hydroxisyror föregångare i preparatet aldehyder via oxidativ klyvning. Föreningar i denna klass används i industriell skala och inkluderar glykolsyra, mjölksyra, citronsyra och mandelsyra. De är mottagliga för syrakatalyserad dekarbonylering för att ge, förutom kolmonoxid, en keton/aldehyd och vatten.
α-hydroxisyror kan bilda polyestrar och membranlösa protocellulära strukturer.

## Säkerhet
AHA är i allmänhet säkra när de används på huden som ett kosmetiskt medel med den rekommenderade dosen. De vanligaste biverkningarna är mild hudirritation, rodnad och fjällning. Svårighetsgraden beror vanligtvis på pH och koncentrationen av den använda syran. Kemiska peelingar tenderar att ha allvarligare biverkningar inklusive blåsor, brännande och missfärgning av huden, även om de vanligtvis är milda och försvinner en dag eller två efter behandlingen.
United States Food and Drug Administration har också varnat konsumenterna för att försiktighet bör iakttas när man använder AHA efter att en studie visade att de kan öka ljuskänsligheten mot solen. Andra källor tyder på att i synnerhet glykolsyra kan ha en fotoskyddande effekt.